# Malíkov
Malíkov (en allemand : Moligsdorf) est une commune du district de Svitavy, dans la région de Pardubice, en République tchèque. Sa population s'élevait à 100 habitants en 2022.

## Géographie
Malíkov se trouve à 17 km à l'est-sud-est de Svitavy, à 74 km au sud-est de Pardubice et à 167 km à l'est-sud-est de Prague.
La commune est limitée par Moravská Třebová au nord, par Rozstání au nord et à l'est, par Městečko Trnávka au sud et par Útěchov à l'ouest.

## Histoire
La première mention écrite du village date de 1270.

## Galerie

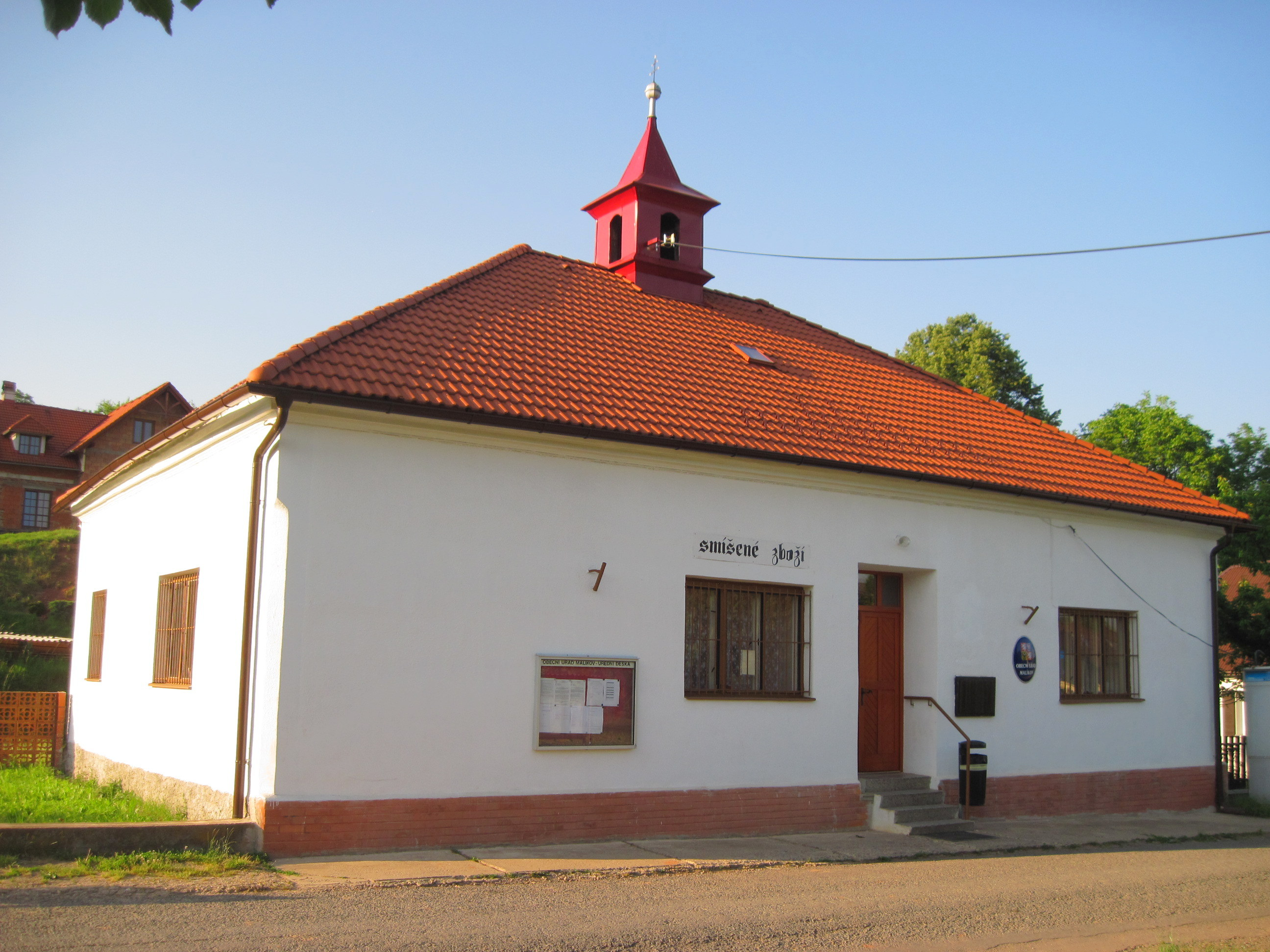
Malíkov : la mairie.
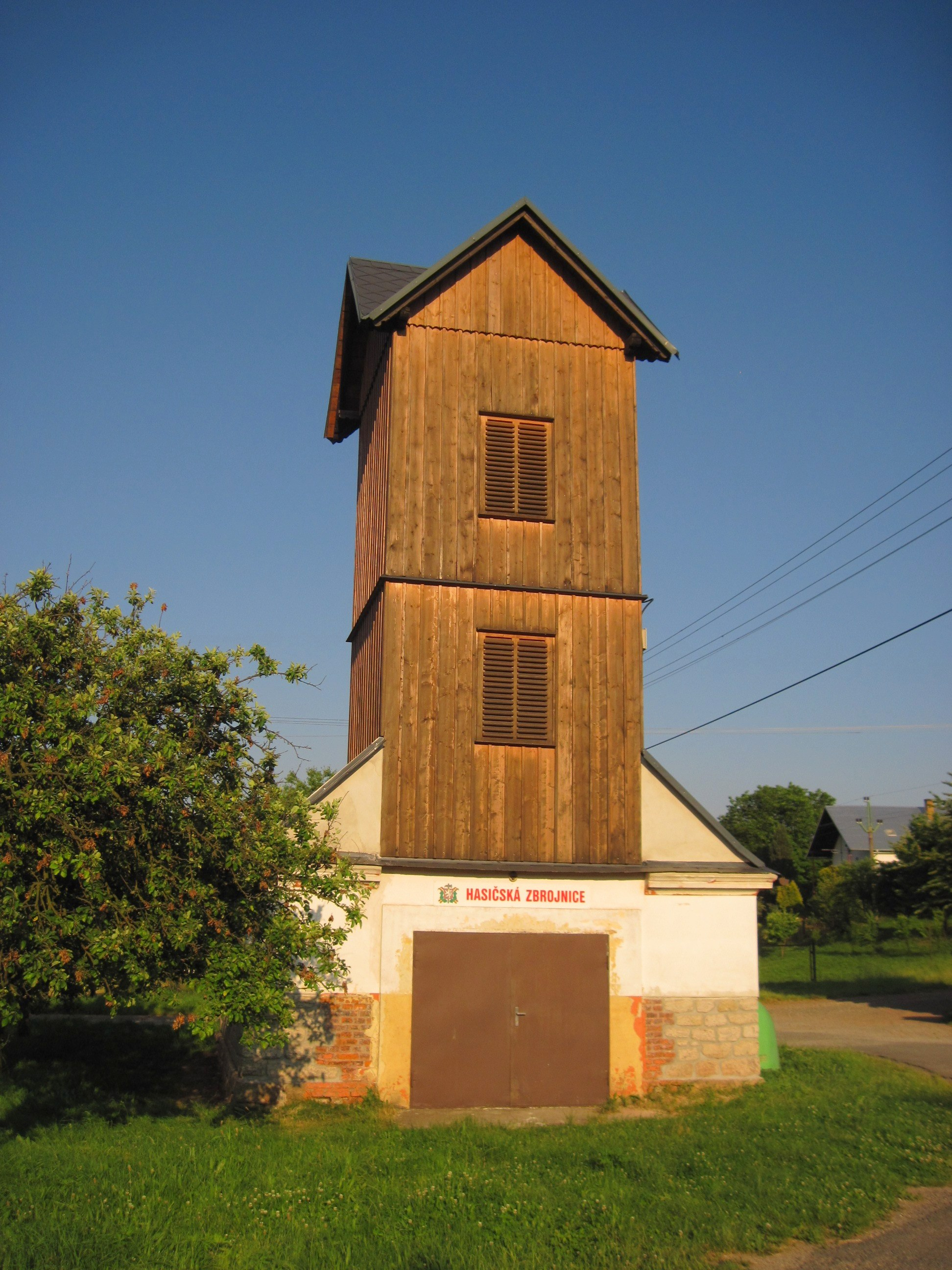
Caserne de pompiers.

## Transports
Par la route, Malíkov se trouve à 7 km de Moravská Třebová, à 23 km de Svitavy, à 88 km de Pardubice et à 201 km de Prague. 